# Падающий человек (фильм)
«Падающий человек» (итал. Quella carogna dell'ispettore Sterling) — итальянский криминальный триллер 1968 года режиссёра Эмилио Миральи, снятый им под псевдонимом Хэл Бреди. Картина снималась в Сан-Франциско.

## Сюжет
Полицейский инспектор Стерлинг обвиняется в том, что убил информатора, поставлявшего необходимые сведения полиции. Руководство полиции увольняет Стерлинга со службы. Стерлинг, совсем один и без полицейских полномочий, решает разобраться в том, кто его подставил.

## В ролях
- Генри Сильва — инспектор Стерлинг
- Беба Лончар — Джанет
- Киинан Уинн — инспектор Дональд
- Карло Палмуччи — Гари
- Пьер Паоло Каппони — О’Нейл
- Ларри Долгин — Келли
- Боб Молден — Рокки

## Версии фильма
По некоторым данным известно две версии фильма — прокатная и режиссёрская. Основным отличием одной от другой является наличие флешбэков в режиссёрской версии, которые возникают после того, как инспектор Стерлинг начинает падать в результате выстрела и, до того как он коснётся земли, в его голове проносятся все прошлые события, предшествовавшие выстрелу. В прокатной версии таких флешбэков нет.